# Bagneux (Deux-Sèvres)
Pour les articles homonymes, voir Bagneux.
Bagneux est une ancienne commune française située dans le département des Deux-Sèvres et la région Nouvelle-Aquitaine. Depuis 2019, c'est une commune déléguée de la commune nouvelle de Loretz-d'Argenton.

## Géographie
Le village est sur la rive gauche du Thouet.

## Histoire
Le 1er janvier 1973, la commune de Bagneux est rattachée à celle d'Argenton-l'Église sous le régime de la fusion-association. Le 1er janvier 2019, la commune associée de Bagneux devient une commune déléguée au sein de la commune nouvelle de Loretz-d'Argenton.

## Administration
| Période                                  | Période  | Identité    | Étiquette | Qualité            |
| ---------------------------------------- | -------- | ----------- | --------- | ------------------ |
|                                          | En cours | Sylvie Énon |           | Employée de bureau |
| Les données manquantes sont à compléter. |          |             |           |                    |

## Démographie
| 1793 | 1800 | 1806 | 1821 | 1831 | 1836 | 1841 | 1846 | 1851 |
| ---- | ---- | ---- | ---- | ---- | ---- | ---- | ---- | ---- |
| 253  | 262  | 291  | 257  | 273  | 273  | 254  | 261  | 264  |

| 1856 | 1861 | 1866 | 1872 | 1876 | 1881 | 1886 | 1891 | 1896 |
| ---- | ---- | ---- | ---- | ---- | ---- | ---- | ---- | ---- |
| 266  | 244  | 290  | 278  | 284  | 296  | 292  | 305  | 304  |

| 1901 | 1906 | 1911 | 1921 | 1926 | 1931 | 1936 | 1946 | 1954 |
| ---- | ---- | ---- | ---- | ---- | ---- | ---- | ---- | ---- |
| 315  | 341  | 317  | 240  | 276  | 258  | 257  | 265  | 295  |

| 1962 | 1968 | - | - | - | - | - | - | - |
| ---- | ---- | - | - | - | - | - | - | - |
| 284  | 258  | - | - | - | - | - | - | - |

## Monuments
- Chapelle
- Monument aux morts